# Marc Puig i Guàrdia
Marc Puig i Guàrdia (Barcelona, 22 d'octubre de 1962) és un polític i publicitari català. Ha exercit diversos càrrecs a l'administració pública (Parlament de Catalunya, Generalitat de Catalunya i Ajuntament de Barcelona) vinculats a la gestió de comunicació. Ha estat Degà del Col·legi de Publicitaris i Relacions Públiques de Catalunya (2007-2010).
El 1992 després va formar part de la Junta directiva d'Òmnium Cultural, on fou el portaveu de la campanya Acció Olímpica amb motiu dels Jocs olímpics d'estiu de 1992. Va dirigir la campanya electoral de Xavier Trias a les Eleccions Generals de l'any 2000. Va ser escollit Diputat al Parlament de Catalunya per la circumscripció de Barcelona en la VI legislatura (1999-2003) càrrec al qual renuncià per acompanyar Artur Mas al Departament de Presidència de la Generalitat l'any 2001, moment en el qual deixà també l'empresa per ingressar al Govern de la Generalitat de Catalunya com a Director General de Difusió i posteriorment com a Secretari General de Comunicació (2003), on va substituir a David Madí. Paral·lelament l'any 2000 el Congrés dels Diputats el nomenà membre del Consell d'Administració de RTVE. i el 2004 de la Corporació Catalana de Ràdio i Televisió que posteriorment passà a anomenar-se Corporació Catalana de Mitjans Audiovisuals (Parlament de Catalunya).
El 2004 tornà temporalment a l'activitat privada especialitzant-se en campanyes electorals per a diversos partits de l'Estat, on destaca la direcció i producció del polèmic documental ConfidencialCAT per a la campanya electoral de CiU al Parlament de Catalunya del 2006. Deixa RTVE a 31 de desembre de 2006. El 2011 tornà a la vida política quan el llavors alcalde Xavier Trias el nomenà Director de Comunicació i Atenció Ciutadana de l'Ajuntament de Barcelona, des d'on va impulsar la campanya Barcelona inspira. Un any després seria temporalment imputat per una acusació de la UDEF en relació al cas Millet que havia estat client de la seva empresa -Emocional Base- el 2006. Poc després, la Fiscalia Anticorrupció va desestimar l'acusació i en va sol·licitar la desimputació. El 2015 Germà Gordó el va fitxar com a assessor polític.